# NGC 646
NGC 646 é uma galáxia espiral na direção da constelação de Hydrus. O objeto foi descoberto pelo astrônomo John Herschel em 1834, usando um telescópio refletor com abertura de 18,7 polegadas. Devido a sua moderada magnitude aparente (+13,7), é visível apenas com telescópios amadores ou com equipamentos superiores. 